# Haemaphysalis kopetdaghica
Haemaphysalis kopetdaghica este o specie de căpușe din genul Haemaphysalis, familia Ixodidae, descrisă de Kerbabaev în anul 1962. Conform Catalogue of Life specia Haemaphysalis kopetdaghica nu are subspecii cunoscute.